# Ernest Archdeacon

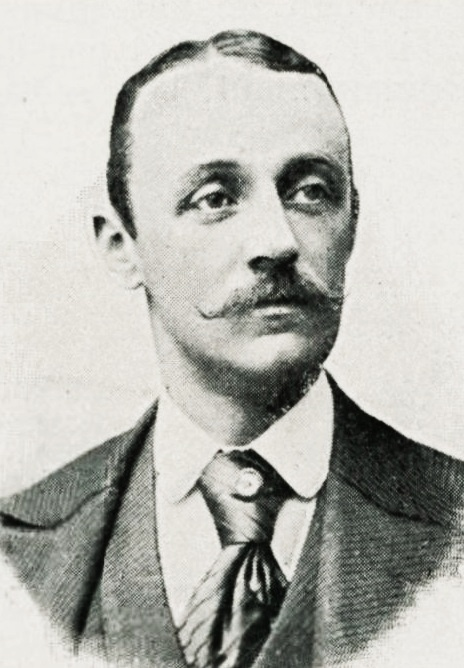
Bild von Ernest Archdeacon aus dem französischen Magazin La Vie au grand air vom 8. April 1899.

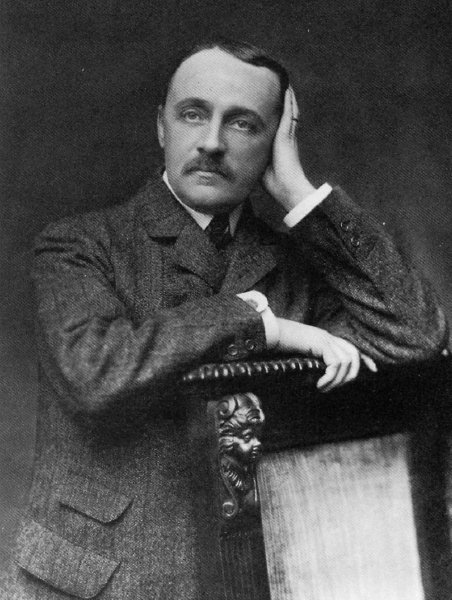
Ernest Archdeacon um 1890

Ernest Archdeacon (* 1863 in Paris; † 1950 in Versailles) war ein prominenter französischer Rechtsanwalt irischer Abstammung sowie ein Automobil- und Luftfahrtpionier vor dem Ersten Weltkrieg in Frankreich. Er machte seinen ersten Ballonflug im Alter von 20 Jahren. Archdeacon kopierte den 1902 Wright No. 3 Gleiter mit wenig Erfolg. Gemeinsam mit Gabriel Voisin entwickelte er viele frühe Flugzeuge. Er wurde als Frankreichs führender Förderer und Sponsor der Luftfahrt betrachtet und stiftete die Preise Coupe d’Aviation Ernest Archdeacon und Deutsch de la Meurthe-Archdeacon.
Ein weiterer Beitrag zur Luftfahrt war der Aéro-Club de France, der älteste Flugverein der Welt, den er im Jahre 1898 mitbegründete.
1906 entwickelte er einen „Propeller auf einem Motorrad“, den Archdeacon Aéromotocyclette Anzani, der eine Spitzengeschwindigkeit von 79,5 km/h in Achères-la-Forêt erreichte.
Am 29. Mai 1908 wurde Archdeacon der erste Passagier in einem Flugzeug in Europa, als er auf dem Flugfeld in Issy-les-Moulineaux von Henri Farman mitgenommen wurde.

## Leben

### Jugendjahre
Archdeacon ist geboren und aufgewachsen in Paris. Er studierte Jura und plante eine Karriere am Gericht. Seine Begeisterung an der Forschung führte ihn jedoch zu Automobilsport, Ballonfahrerei und Fliegerei. Er war befreundet mit dem Dampfwagenkonstrukteur Léon Serpollet (1858–1907), den er im Januar 1890 in einem Peugeot Typ 1 auf einer Winterfahrt von Paris nach Lyon begleitete, um Produktionsräumlichkeiten anzusehen. Die beschwerliche, von zahlreichen Pannen unterbrochene Tour dürfte die erste motorisierte Geschäftsreise der Geschichte gewesen sein.
Er nahm an mehreren Fernfahrten mit Automobilen teil. Diese Stadt-zu-Stadt Fahrten waren als Zuverlässigkeitsprüfungen angelegt. Mit einem Delahaye Type 1 fuhr er am Rennen Paris–Marseille–Paris mit, das zwischen dem 24. September und 3. Oktober 1896 stattfand. In 10 Tagesetappen waren 1710 km zurückzulegen; Archdeacon wurde mit einer Zeit von 75 Stunden, 29 Minuten und 48 Sekunden Siebter. Der Sieger Émile Mayade auf Panhard hatte als einziger weniger als 68 Stunden ins Ziel benötigt. Am Rundstreckenrennen Nizza-Castellane-Nizza vom 21. März 1899 über 120,7 km wurde er Achter, ebenfalls auf Delahaye.

### Sponsor der Luftfahrt
Im Alter von 20 Jahren machte er seine erste Ballonfahrt. Im April 1900 wurde vom Aéro-Club de France der Deutsch-de-la-Meurthe-Preis über 100.000 Französische Francs ausgeschrieben für die erste Flugmaschine, die die Strecke von Saint-Cloud zum Eiffelturm und zurück in weniger als 30 Minuten bewältigt. Im September 1901 schaffte Alberto Santos-Dumont die Strecke in 30 Minuten und 42 Sekunden.
Als er durch Octave Chanute von den Brüdern Wright hörte, entschied er, die Entwicklung von Flugzeugen mit Antriebsmotoren in Frankreich zu fördern. Daher erschien im Januar 1904 in der Ausgabe des Magazins La Vie au Grand Air ein Artikel mit dem Titel „A new sport – Soaring“ (Un nouveau sport – Le vol plané) von François Peyrey. Er berichtet über die Aufforderung des Fliegers Captain Ferber (17. Alpine Battery) aus dem Jahre 1903 „Überlassen sie den Amerikanern nicht die Vorherrschaft in der Luftfahrt.“ Archdeacon antwortete, indem er im Oktober 1904 3.000 Francs für das Archdeacon committee des Aéro-Club de France zur Verfügung stellte, um Luftfahrtwettbewerbe zu sponsoren. Im Detail wurden Preise für die ersten Flüge über 25 m und 100 m (gewonnen von Santos-Dumont, 1906) und den ersten Kreisflug über einen Kilometer (gewonnen von Farman, 1908) ausgelobt.

### Gleiter

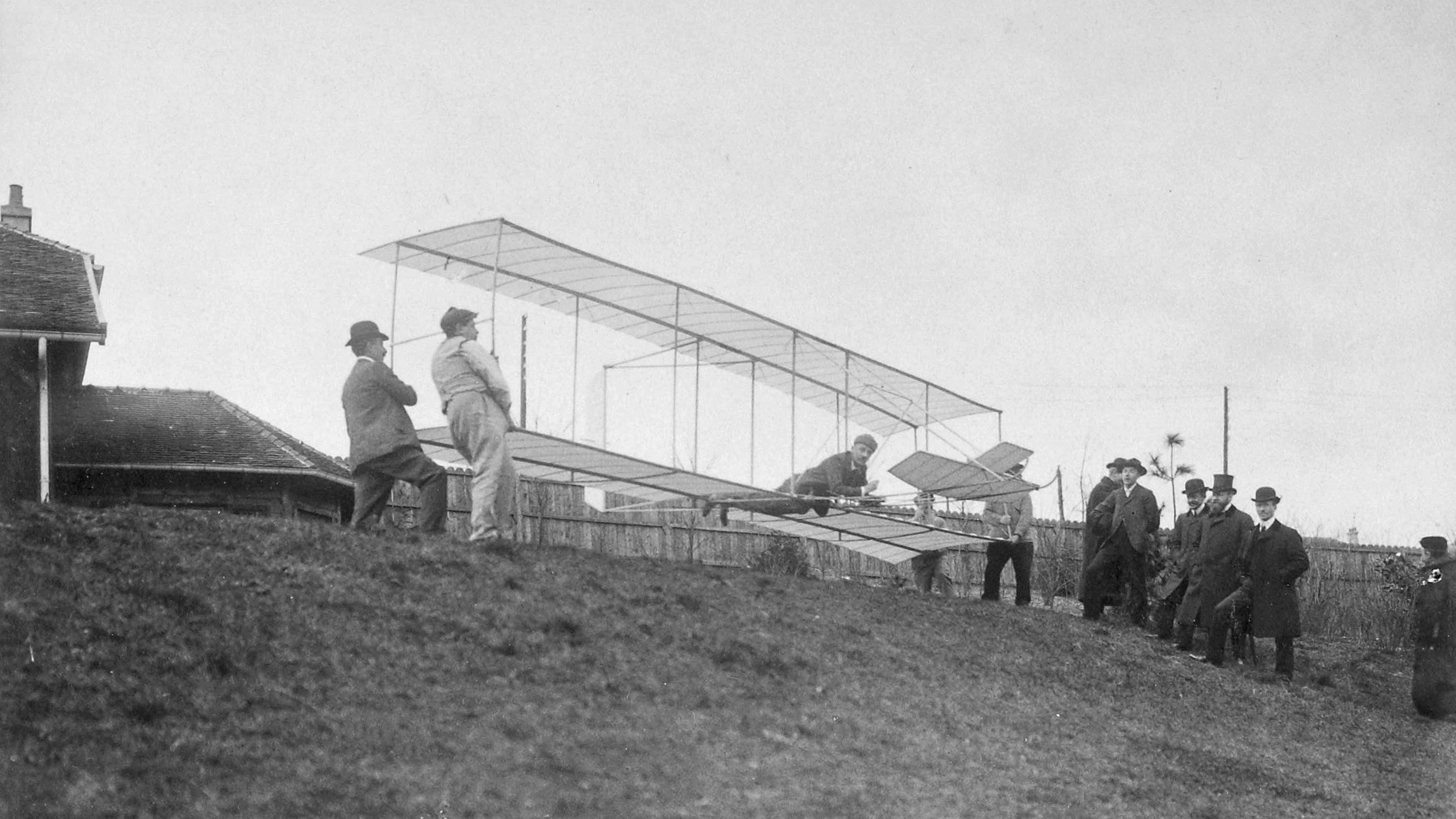
Die in Frankreich von Dargent gebaute Kopie des 1902 Wright Gliders mit Archdeacon in der Pilotenposition, 22. Februar 1904

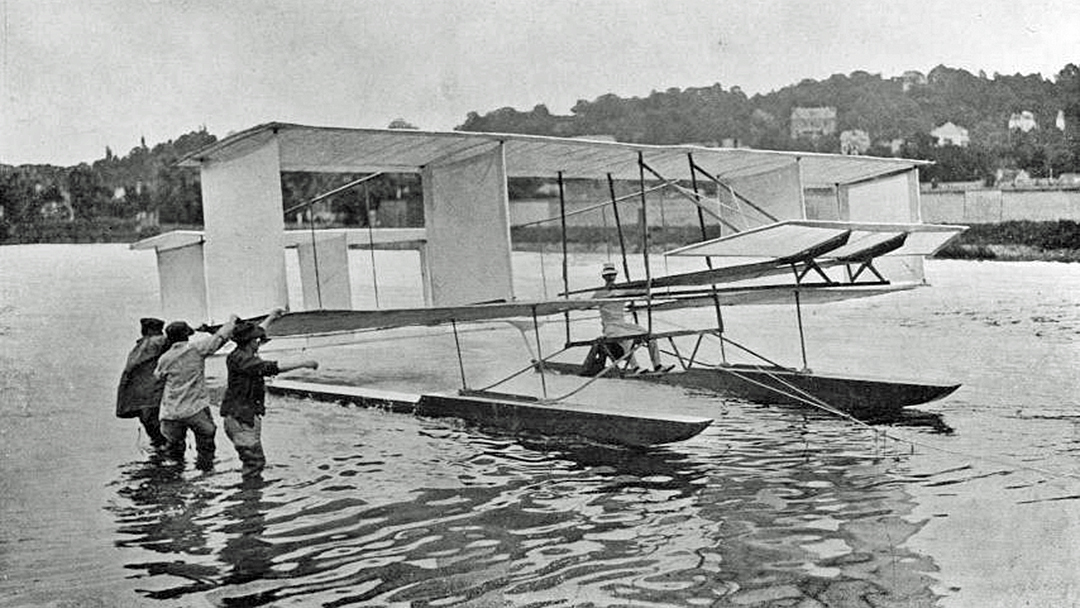
Das Archdeacon-Voisin-Gleitflugzeug am 8. Juni 1905, bevor es vom Motorboot La Rapière (im Bild nicht zu sehen) gezogen wurde

1903 erwarb Archdeacon eine nicht perfekte Kopie des ausgemusterten 1902 Wright Gliders von Georges Dargent bei der Militärflugzeugfirma (Ballons und Flugzeuge) in Chalais-Meudon. Es war ein Doppeldecker mit einem mit Seide bespannten und mit Klaviersaiten abgespannten Eschenholzrahmen. In der Zeitschrift La Vie au Grand Air wurde er wie folgt beschrieben: „Die beiden konvex von vorne nach hinten verlaufenden Flügel haben eine Spannweite von 7,5 m bei einer Breite von 1,4 m und einem vertikalen Abstand von 0,4 m. Die gesamte Fläche beträgt 22 m². Es hat 2 Leitwerke. Das Horizontalruder an der Vorderseite für die vertikale Richtung und als Landeklappe für Geschwindigkeitsreduzierung. Das Vertikalruder am Heck des Flugzeuges sorgt für Richtungsänderungen in der Horizontalachse. Das Flugzeug ist trotz des geringen Gewichtes von 34 kg sehr stabil.“
Die ersten Flugversuche mit dem Wright Gleiter wurden im April 1904 in den Dünen von Merlimont in der Nähe von Berck-sur-Mer durchgeführt. Die Teilnehmer waren Gabriel Voisin und Capitaine Ferdinand Ferber.
Im März 1905 benutzte Archdeacon auf dem Militär-Übungsplatz in Issy-les-Moulineaux einen 60-PS-Motor, um den mit Sand beschwerten Wright-Gleiter an einem Seil zu starten. Er stieg wie ein Drachen bis auf 30 m, bevor er abstürzte.
Im März 1905 gab er einen weiteren Gleiter bei Voisin in Auftrag, der wieder ein Doppeldecker mit einem Höhenleitwerk im Bug war, aber ein zusätzliches Leitwerk und Ruder zur Steigerung der Stabilität besaß. Archdeacon und Gabriel Voisin integrierten diese Neuerungen in den Kastenrahmen. Allerdings zerbrach der Gleiter beim ersten Flugversuch in der Luft.
Einen dritter Gleiter testeten Archdeacon und Voisin im Juni 1905 erfolgreich auf der Seine in Boulogne-Billancourt zwischen den Brücken von Saint-Cloud und Sèvres. Dabei sorgten sie per Bootsschlepp für den Vortrieb. Die maximale Flughöhe betrug 6 m bei einer zurückgelegten Strecke von 200 m. Der Gleiter wurde bei einem weiteren Test beschädigt und ist nie wieder eingesetzt worden.

### Motorgetriebener Flug

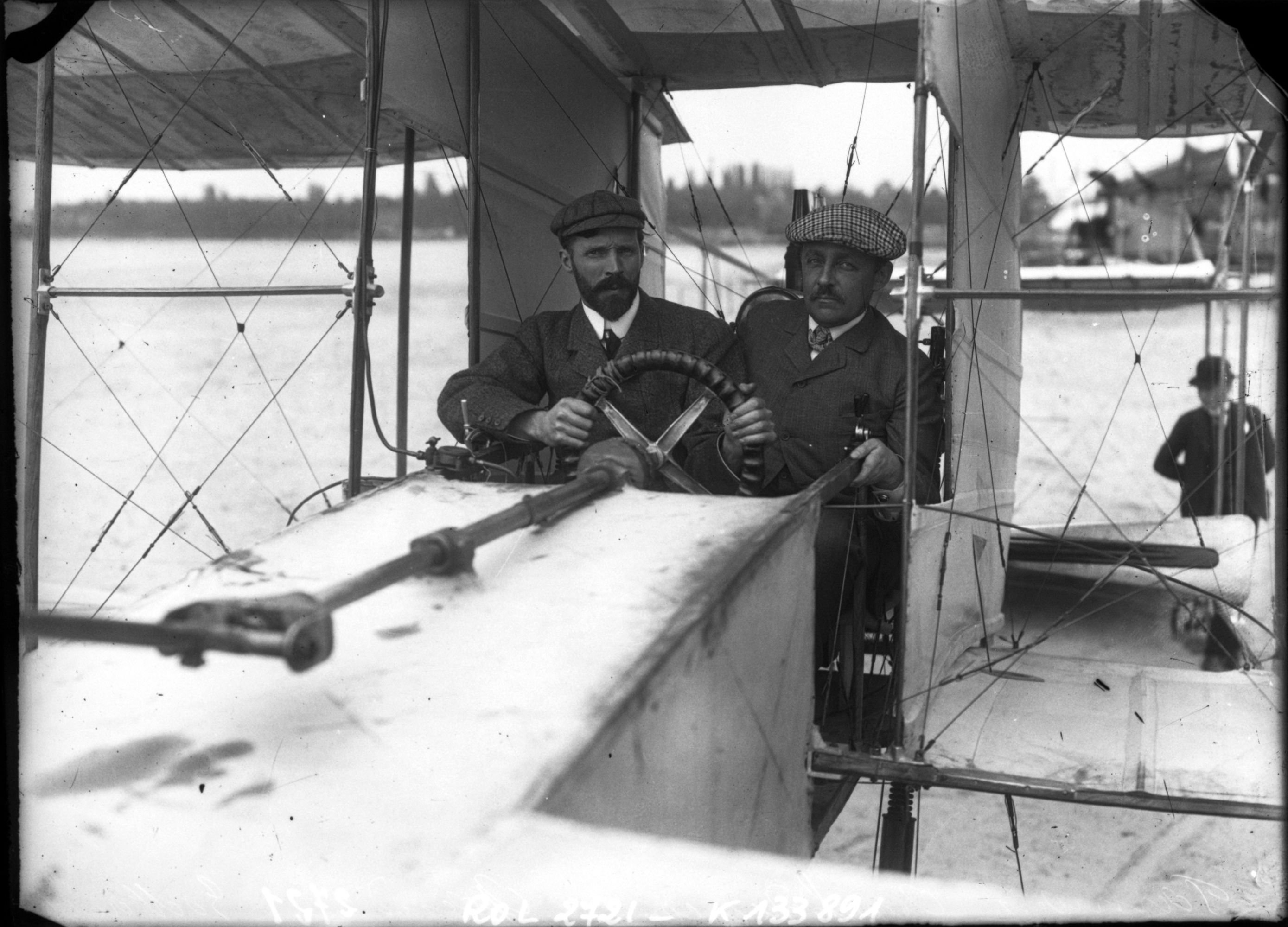
Archdeacon (rechts) mit Henri Farman in Gent, 1908

1903 gaben Ernest Archdeacon und der Aéro-Club de France einen neuen Preis, den Coupe d’Aviation Ernest Archdeacon heraus, eine Silbertrophäe für den ersten Flug über 25 m durch ein Flugzeug mit Motorantrieb. Der Preis wurde am 12. November 1906 von Alberto Santos-Dumont in Bagatelle gewonnen. Das Flugzeug war ein Santos-Dumont 14-bis Doppeldecker.

Der Aéro-Club de Franc gab sofort einen neuen Preis heraus. Er belief sich auf 1.500 Francs für den ersten Flug über 100 m. Am 26. Oktober 1907 flog Henri Farman eine Strecke von 771 m.
Im Oktober 1904 erhöhte Ernest Archdeacon die Siegprämie des Preises Deutsch de la Meurthe-Archdeacon auf 50.000 Francs. Derjenige sollte den Preis erhalten, der einen Rundkurs von 1 km mit einem motorgetriebenen Flugzeug zurücklegte. Die Summe entsprach 20 Jahreseinkommen eines Arbeiters in Paris. Archdeacon und Henry Deutsch de la Meurthe hatten festgestellt, dass bislang alle Flüge lediglich „Geradeausflüge“ waren. Die Intention des ausgeschriebenen Preisgeldes lag darin, dass ein Flugzeug entwickelt werden sollte, das in der Lage war, Richtungsänderungen durchzuführen. Darum sollte der Gewinner des Preisgeldes einen geschlossenen Kreis fliegen. Der Preis wurde von Henri Farman am 13. Januar 1908 mit seiner Voisin-Farman I auf dem Flugfeld in Issy-les-Moulineaux gewonnen. In Europa schenkte man zu dieser Zeit den Berichten aus den Vereinigten Staaten, nach denen entsprechende Flugleistungen z. B. mit dem Wright Flyer II der Brüder Wright schon ab September 1904 erbracht worden waren, keinen Glauben.

### Archdeacon Aéromotocyclette Anzani

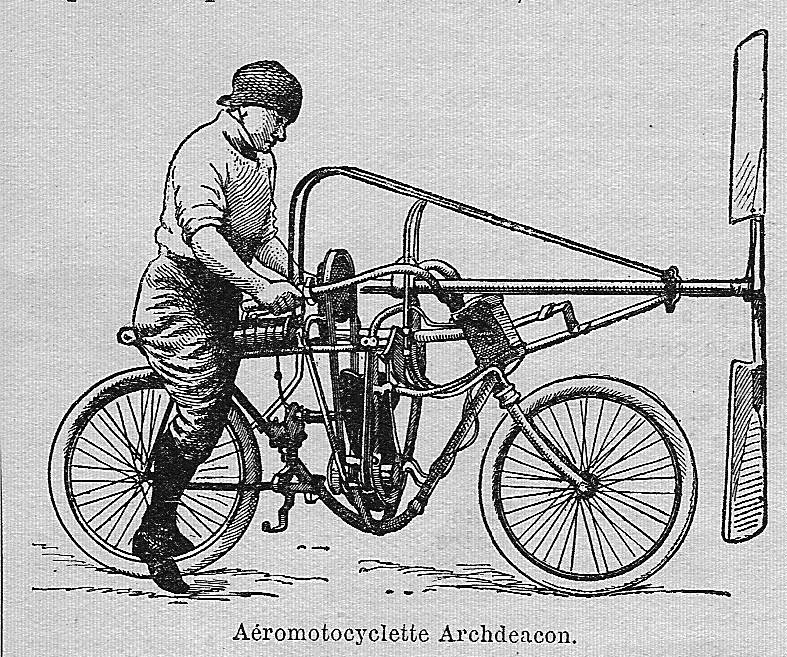
Archdeacon Aéromotocyclette Anzani

1906 entwickelte Archdeacon ein Propeller-Motorrad, das eine Spitzengeschwindigkeit von 79,5 km/h in Achères-la-Forêt erreichte. Dieses Luftmotorrad basierte auf einem Buchet-Motorrad und war mit einem 6 PS starken Anzani-Flugmotor ausgerüstet.

### Skepsis gegenüber den Brüdern Wright
1906 erfasste die Stimmung gegen die Brüder Wright auch die Presse. Europäische Zeitschriften, allen voran die französischen, machten Stimmung gegen sie und nannten sie „Bluffer“. Archdeacon war trotz der veröffentlichten Berichte und Beweise skeptisch, äußerte sich in diversen Artikeln und schrieb 1906, dass die Franzosen den ersten öffentlichen Motorflug durchführen werden.
Die Pariser Ausgabe des New York Herald fasste Europas Meinung zu den Brüdern Wright am 10. Februar 1906 wie folgt zusammen:

„The Wright have flown or they have not flown. They possess a machine or they do not possess one. They are in fact either fliers or liars. It is difficult to fly. It’s easy to say, 'We have flown.'“

„Die Brüder Wright sind geflogen oder nicht. Sie besitzen eine Flugmaschine oder sie besitzen keine. Sie sind in der Tat entweder Flieger oder Lügner. Es ist schwierig zu fliegen. Es ist so einfach zu sagen: 'Wir sind geflogen!'“

Im August 1908 demonstrierte Wilbur Wright mit dem Wright Model A an der Rennstrecke Les Hunaudières bei Le Mans, dass er sehr wohl in der Lage war zu fliegen. Archdeacon ließ verlauten, dass er ihnen Unrecht getan habe.

### Fotos
- Archdeacon-Voisin Glider, c.1904
- Archdeacon-Voisin Glider, c.1904. L’aéroplane Archdeacon, construit a Chalais-Meudon
- Archdeacon-Voisin Glider, Issy les Moulineaux, March, 1905
- Archdeacon-Voisin Glider, Issy les Moulineaux, March, 1905
- Archdeacon-Voisin Glider, Issy les Moulineaux, March, 1905, Towed by car with sand bag load
- Henry Farman and Ernest Archdeacon, Issy-les-Moulineaux, 1908. On 29 May Farman took Archdeacon as 'the first air passenger in Europe'.